# Augustin Čermák
Augustin Čermák (* 2. srpna 1929) je český inženýr, aktivista Rotary Klubu Hradec Králové a bývalý politik, po sametové revoluci československý poslanec Sněmovny národů Federálního shromáždění za Občanskou demokratickou stranu.

## Biografie
Vystudoval lesnickou fakultu Vysoké školy zemědělské v Brně a na Univerzitě 17. listopadu v Praze absolvoval v rámci postgraduálního studia čtyři semestry ve francouzštině. V letech 1954-1957 pracoval v podniku Stavoprojekt Hradec Králové, v letech 1958-1990 byl zaměstnancem královéhradeckého podniku Agroprojekt. V letech 1980-1982 působil v zahraničí jako československý odborník. V letech 1990-1993 pracoval v Československé obchodní a průmyslové komoře. Od roku 1993 byl zaměstnancem firmy AC Kontakt.
Ve volbách roku 1992 byl zvolen za ODS, respektive za koalici ODS-KDS, do české části Sněmovny národů (volební obvod Východočeský kraj). Ve Federálním shromáždění setrval do zániku Československa v prosinci 1992. Za Československo byl rovněž od září do prosince 1992 členem parlamentního shromáždění Rady Evropy.
Bytem se uvádí Hradec Králové. Zasedal ve správní radě Nadačního fondu Rotary Klubu Hradec Králové. Členem Rotary Klubu byl od roku 1992. Působil jako ekonomický poradce a projektant.
V volbách v roce 1996 neúspěšně kandidoval do senátu za senátní obvod č. 45 - Hradec Králové jako nezávislý kandidát ODS (občanští demokraté v tomto obvodu měli vlastního kandidáta Jiřího Vlčka). Získal ale jen necelých 6 % hlasů a nepostoupil do 2. kola.
V letech 1990-1998 byl členem městského zastupitelstva v Hradci Králové. V roce 1990 byl zvolený za formaci Hradecká demokratická koalice - Občanské fórum a usedl i v městské radě. V komunálních volbách roku 1994 byl zvolen do tohoto městského zastupitelstva za ODS. V komunálních volbách roku 1998 kandidoval neúspěšně za Unii svobody a o kandidaturu se ještě neúspěšně pokusil v komunálních volbách roku 2006, coby bezpartijní kandidát. Profesně je uváděn jako soukromý podnikatel (k roku 2006 jako důchodce).